# تيد بلات
تيد بلات (بالإنجليزية: Ted Platt)‏ (26 مارس 1921 في المملكة المتحدة - 20 سبتمبر 1996) هو لاعب كرة قدم بريطاني (وحمل سابقاً جنسية المملكة المتحدة لبريطانيا العظمى وأيرلندا) في مركز حراسة المرمى. لعب مع كولتشستر يونايتد ونادي أرسنال ونادي بورتسموث ونادي ووستر سيتي ونادي ألدرشوت.